# 서울 북한산 구기동 마애여래좌상
서울 북한산 구기동 마애여래좌상(서울 北漢山 舊基洞 磨崖如來坐像)은 북한산 중턱에 있는 승가사 뒤로 우뚝 솟아 있는 바위면에 조각되어 있는 마애불 좌상이다. 승가사는 756년에 수태가 창건한 절로 자세한 연혁에 대해서는 알려져 있지 않고 1024년에 지광과 성언에 의해 중창된 이후 1090년과 1099년에 각각 한 차례씩 중수되면서 절의 규모를 갖추게 되었다.
1963년 1월 21일 대한민국의 보물 제215호 북한산구기리마애석가여래좌상(北漢山舊基里磨崖釋迦如來坐像)으로 지정되었다가, 2010년 8월 25일 현재의 명칭으로 변경되었다.

## 개요
거대한 바위면에 홈을 약간 판 다음 불상을 도드라지게 새겼으며, 머리 위에는 8각의 머리돌을 끼워 넣어 얼굴을 보호하고 있다.
다소 딱딱해 보이지만 강한 의지가 느껴지는 얼굴에는 단정한 미소가 흐르고 있다. 몸은 건장하고 당당하지만 각이지고 평판적인 형태미를 보여주고 있어서 경직된 모습이 나타난다. 옷은 오른쪽 어깨를 드러내고 왼쪽 어깨에만 걸쳐 입고 있으며, 왼팔에 새겨진 옷주름에서는 기하학적인 추상성이 엿보인다. 손은 왼손을 배부분에 대고 오른손은 무릎 위에 가지런히 올려 놓고 있는 모습이고, 불상이 앉아 있는 대좌(臺座)에는 화사한 연꽃 무늬가 겹쳐서 새져져 있다.
강한 느낌의 얼굴, 평면적인 신체 등의 전통적인 양식에 다소 추상성을 가미하면서 웅대하게 변모시킨 고려 초기의 대표적인 마애불좌상으로 높이 평가된다.

## 사진

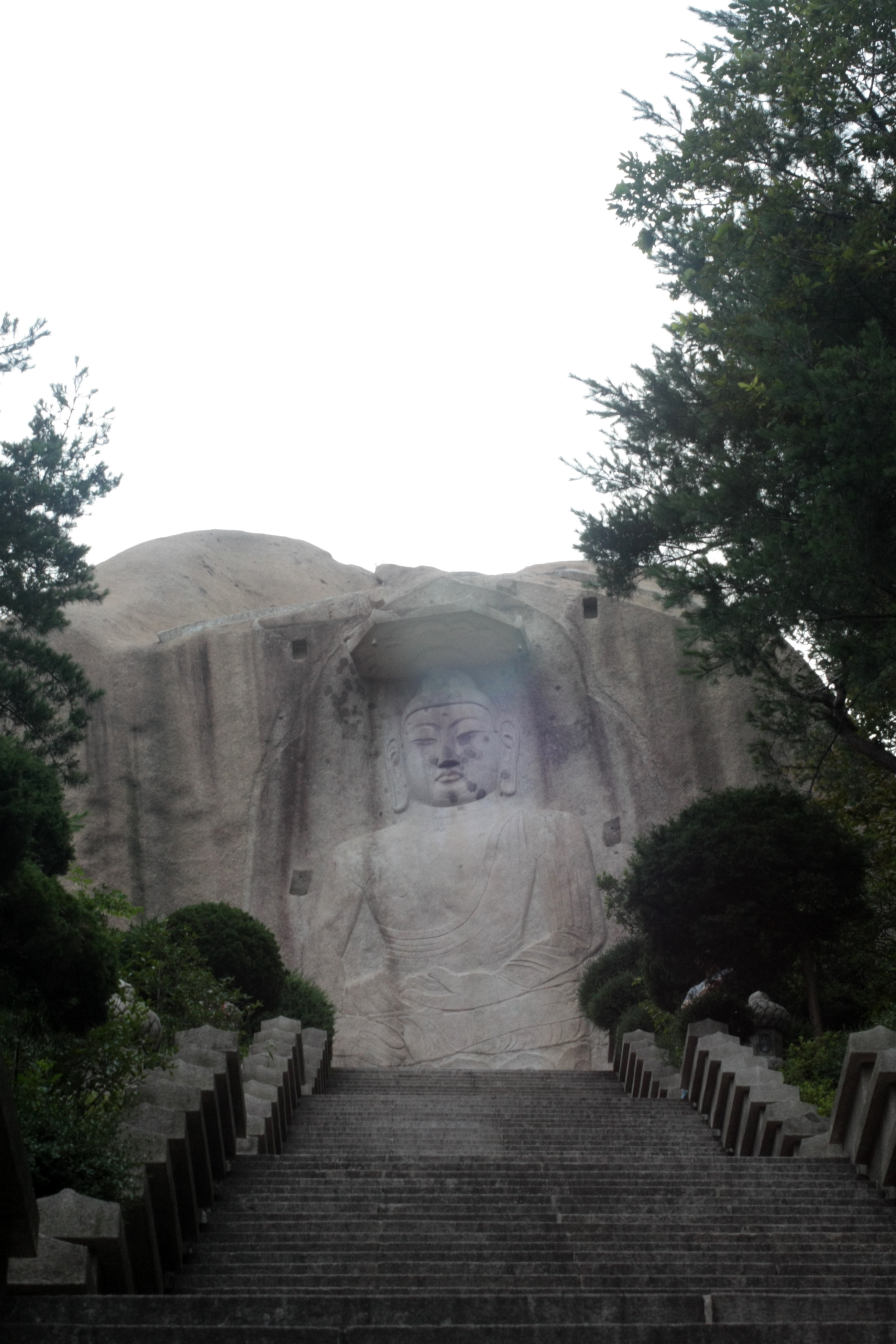
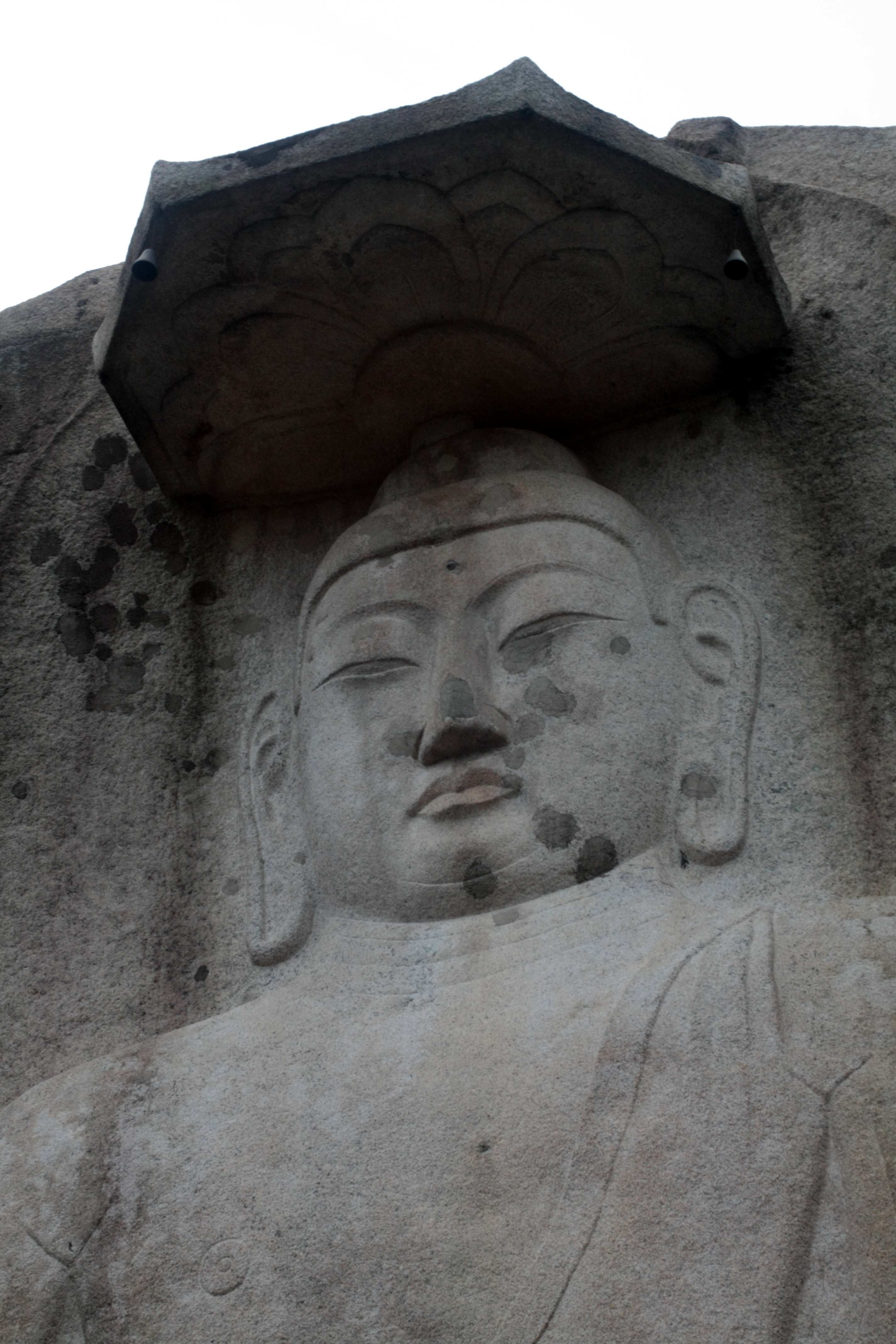
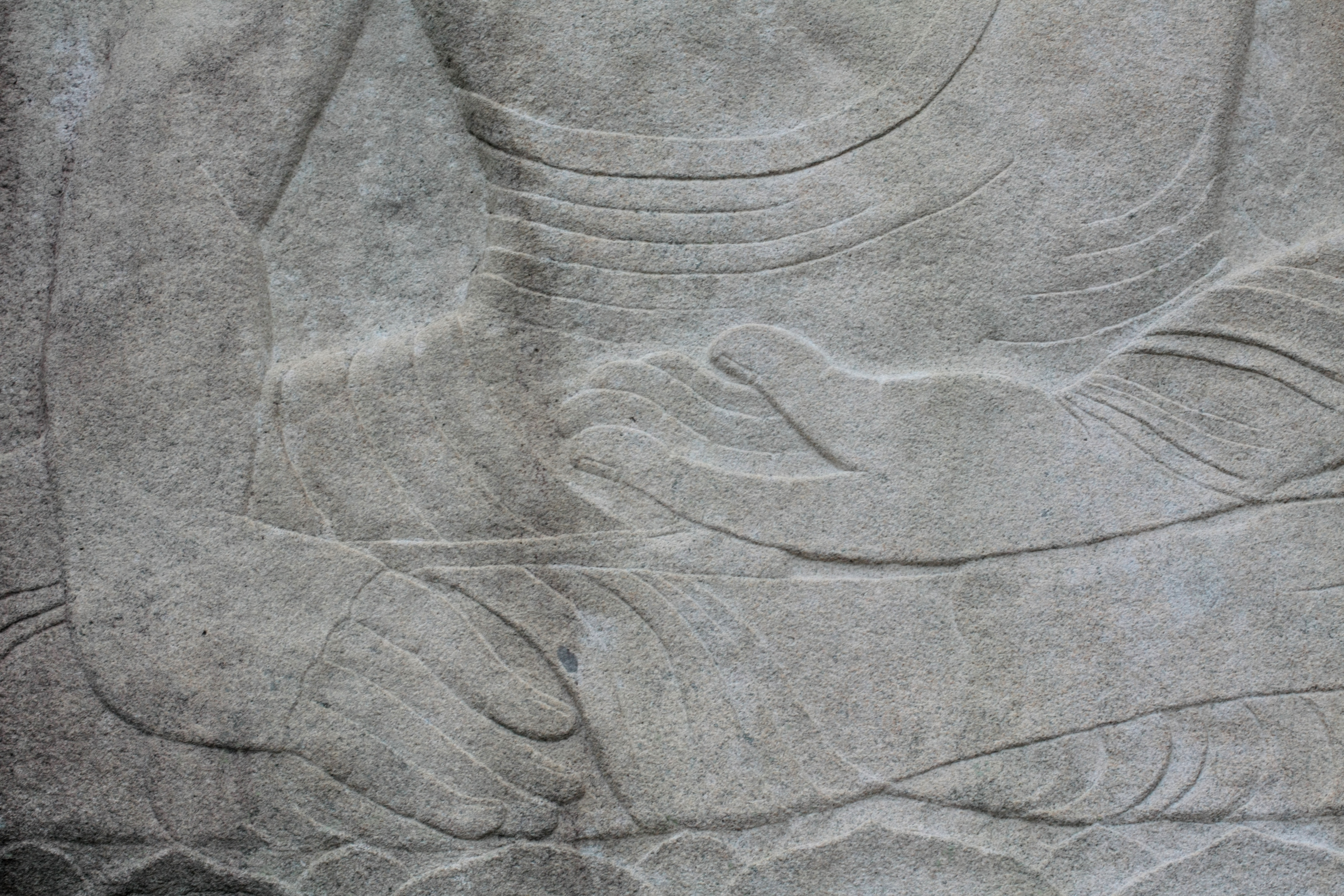
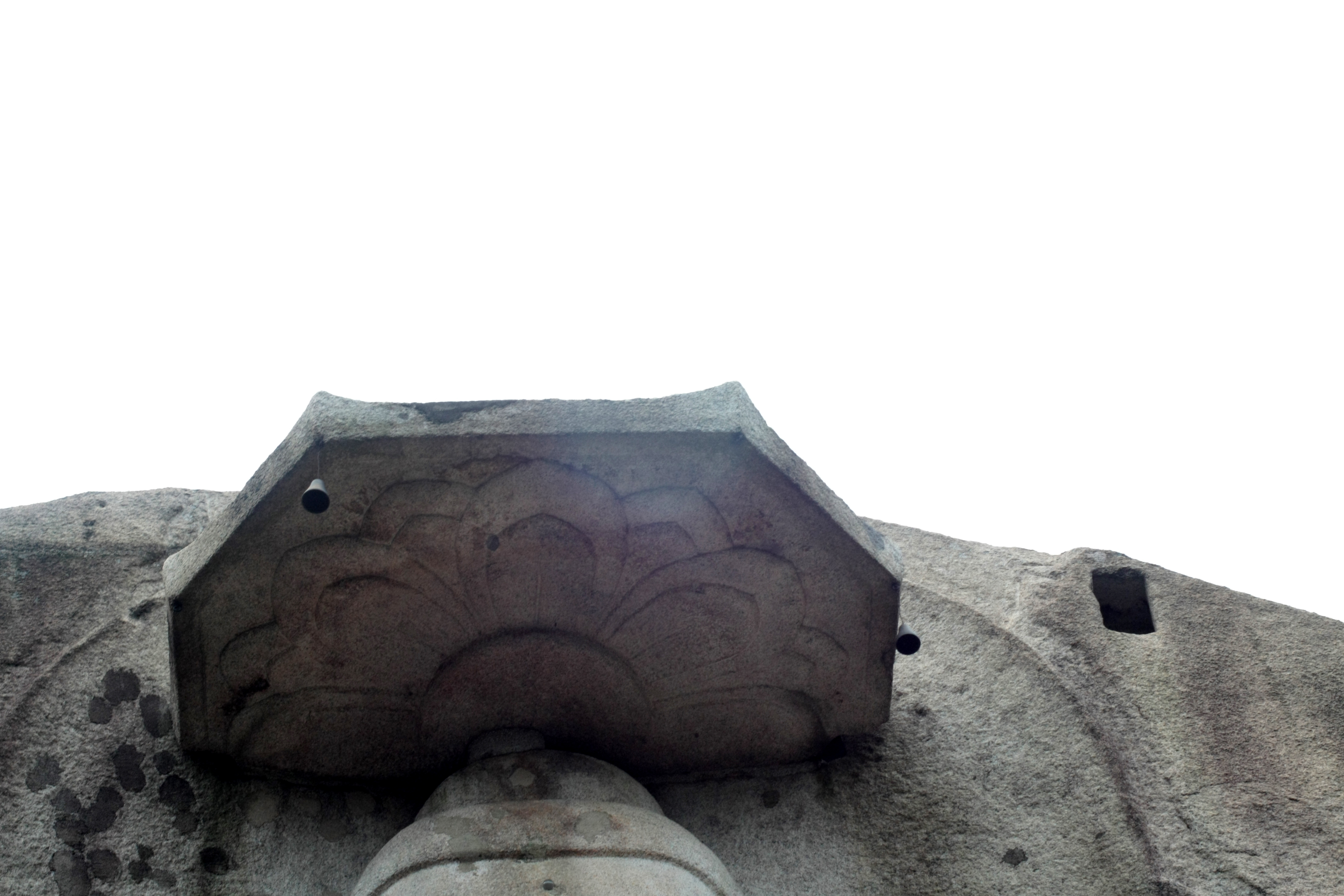

## 같이 보기
- 남경 (고려)

## 참고 문헌
- 서울 북한산 구기동 마애여래좌상 - 국가유산청 국가유산포털
- 본 문서에는 서울특별시에서 지식공유 프로젝트를 통해 퍼블릭 도메인으로 공개한 저작물을 기초로 작성된 내용이 포함되어 있습니다.